# Salvador Cardona
Salvador Cardona Balbastre (12. januar 1901 – 15. januar 1985) var en spansk professionel landevejscykelrytter fra Alfacin, Spanien. I Tour de France 1929 blev han den første spanske cykelrytter til at vinde en etape i Tour de France.

## Eksterne links
- Profil Arkiveret 12. januar 2022 hos  Wayback Machine

| Cykling | Spire Denne biografi om en spansk cykelrytter er en spire som bør udbygges. Du er velkommen til at hjælpe Wikipedia ved at udvide den. |